# B.O.B.
B.O.B. (другое название — Space Funky B.O.B.) — компьютерная игра в жанрах run and gun и платформер, разработанная компаниями Gray Matter и Foley Hi-Tech Systems и изданная Electronic Arts для игровых платформ Sega Mega Drive/Genesis и SNES в 1993 году. В 2006 году игра была портирована на PlayStation Portable.

## Сюжет
Робот по имени Боб (англ. B.O.B) собирается на свидание. Для этого он берёт машину-звездолёт своего папы и отправляется в космос. Внезапно Боб сталкивается с астероидом и разбивает машину; здесь он обнаруживает, что планета, на которую он попал, населена враждебными существами — роботами и монстрами. Теперь, чтобы улететь домой, Бобу нужно отыскать новую машину-звездолёт.

## Игровой процесс

Кадр из игры для версии Sega Mega Drive/Genesis

Игра представляет собой платформер с боковым сайд-скроллингом и двухмерной графикой. Герой игры перемещается по пяти большим уровням-локациям, разделённым на несколько подуровней (космических баз). Здесь он уничтожает врагов и собирает полезные предметы. Задачей игрока является пройти каждый подуровень от начала до конца за ограниченное время. Чем быстрее игрок проходит уровень, тем больше начисляется бонусных очков. В конце некоторых подуровней находятся боссы — особо сильные противники. Между уровнями демонстрируется карта, выполненная с применением параллельной проекции и режима top-down. На карте изображён персонаж и доступные на данный момент локации; здесь игрок, управляя стилизованным изображением героя, может переходить из одной локации в другую.
Персонаж вооружён стандартной плазменной пушкой, с помощью которой уничтожает противников. Также есть возможность увеличивать мощность этого оружия (например, превращать его в огнемёт или плазменную винтовку). Пушка имеет конечный боезапас, который можно пополнять в ходе уровня, подбирая обоймы с патронами. Игрок может переключаться между видами оружия в зависимости от игровой обстановки.
Враги в игре — разнообразные роботы, дроиды и пушки, а также монстры (космические комары, крабы, скорпионы и др). Противники обладают различным запасом здоровья; некоторые из них могут атаковать героя издалека, «стреляя» в него одиночными снарядами. Препятствия представлены различными ловушками (электрическими полями, водоёмами с радиоактивной жидкостью и др.), которые можно преодолеть, ухватившись за находящиеся сверху трубу, верёвку или скальный выступ. Восстанавливаться после повреждений, нанесённых противниками, герою помогает специальный предмет (гаечный ключ).